# Иллюстрированная грампластинка
Иллюстрированная грампластинка (англ. picture disc [пикче-диск]), иллюстрированный винил или пластинка с вшитым изображением — граммофонная (фонографическая) пластинка, через прозрачную поверхность которой видно изображение, напечатанное на бумаге. Коллекционеры традиционно используют термин «пластинка с картинкой» для винила с графическим изображением, которое, по крайней мере, частично выходит за пределы фактической воспроизводимой рифлёной области, в отличие от пластинок с наклеенными изображениями, которые имеют специальную бумажную часть для размещения иллюстрации, и от винила с изображениями на задней части, где проиллюстрирована только одна, неиграбельная сторона.

## Происхождение

Альбом группы Curved Air Airconditioning (1971) был выпущен на одной первых иллюстрированных грампластинок в её современном понимании. Альбом, за дизайн которого отвечал Марк Ханау, в 1971 году получил специальную награду журнала NME (Великобритания) за лучшее оформление. Всего было выпущено только 2000 экземпляров альбома

На нескольких 7-дюймовых пластинках из чёрного шеллака, выпущенных канадской компанией Berliner Gramophone Company около 1900 года, на поверхности проигрываемой стороны была выгравирована торговая марка «His Master’s Voice» в виде собаки и граммофона в качестве меры по борьбе с пиратством, что технически квалифицирует их как иллюстрированные грампластинки, в некоторых аспектах.
Из-за спорности «His Master’s Voice», ряд экспертов считает предшественником иллюстрированного винила фотооткрытки с маленькими круглыми прозрачными целлулоидными пластинками, наклеенными на иллюстрированную сторону. Которые, строго говоря, были не круглой, а прямоугольной формы. Такие открытки использовались примерно с 1909 года. Впоследствии их начали прессовать в прозрачное покрытие, которое покрывало всю сторону карточки с изображением. Эта идея оказалась долгоиграющей. В 1950-х годах и на протяжении всей остальной эры винила в нескольких странах выпускались пластинки с картинками-открытками, обычно большого размера и, зачастую, с яркой цветной фотографией туристической достопримечательности или типичного местного пейзажа. Эти, и подобные, им небольшие пластинки с картинками на ламинированной бумаге или тонком картоне, иногда размещались в журналах или на обратной стороне коробок с хлопьями для завтрака. Как правило их классифицируют отдельно от более прочных виниловых пластинок, которые продавались в музыкальных магазинах или использовались для рекламы звукозаписывающими компаниями, но на некоторых из них фигурировали известные исполнители, из-за чего они очень ценятся коллекционерами.
Первые иллюстрированные пластинки привычных габаритов, предназначенные исключительно для отдельной продажи и последующего воспроизведения, а не как придаток для журналов, появились в 1920-х годах. Первая волна популярности пришлась на начало 1930-х годов, когда их начали выпускать серийно в нескольких странах. Некоторые из них были проиллюстрированы фотографиями или изображениями, помогающими покупателю получить представление о музыкальном содержании пластинки, однако изображения на некоторых из них рекламировали фильмы, в которых звучали представленные песни, а некоторые были откровенной рекламой, которая имела мало или вовсе не имела ничего общего с содержанием записи. Некоторые политики и демагоги исследовали потенциал дисков как средства пропаганды. Так, Адольф Гитлер и британский фашист Освальд Мосли продвигали свои идеи при помощи выпуска персональных иллюстрированных пластинок.
Большинство этих пластинок были сделаны из тонкого картона с очень тонким пластиковым покрытием, а их качество звука было посредственным. Некоторые были более качественными, и они равнялись или даже превосходили по качеству
звука обычные пластинки из песчаного шеллака, материала, который создавал много фонового шума. В 1933 году американская звукозаписывающая компания RCA Victor выпустила несколько картонных пластинок с изображениями на поверхности, но оставшись недовольна их качеством звука вскоре начала выпускать улучшенный тип. Пустой диск из шеллака зажимался между двумя иллюстрированными листами, а затем каждая сторона покрывалась толстым слоем высококачественного прозрачного пластика, в который запрессовывалась запись. Как почти все пластинки, производимые для массового потребителя, они записывались со скоростью 78 об/мин, однако одна партия была записана со скоростью 33⅓ об/мин — используемой в особых случаях. На тот момент RCA Victor безуспешно пытались внедрить этот формат в домашний обиход. Первая партия иллюстрированных пластинок со скоростью вращения 33⅓ об/мин, оставаясь единственной в своём роде в течение долгих лет. Пластинки этой серии стоили намного дороже, своих обычных аналогов, и разошлись очень небольшим количеством. В начале 1930-х вся звукозаписывающая индустрия подверглась воздействию экономической депрессии и распространением радио, которое сделало музыку бесплатной для широкого круга потребителей. Общий спад спроса отразился и на иллюстрированных пластинках.

### 1946—1969

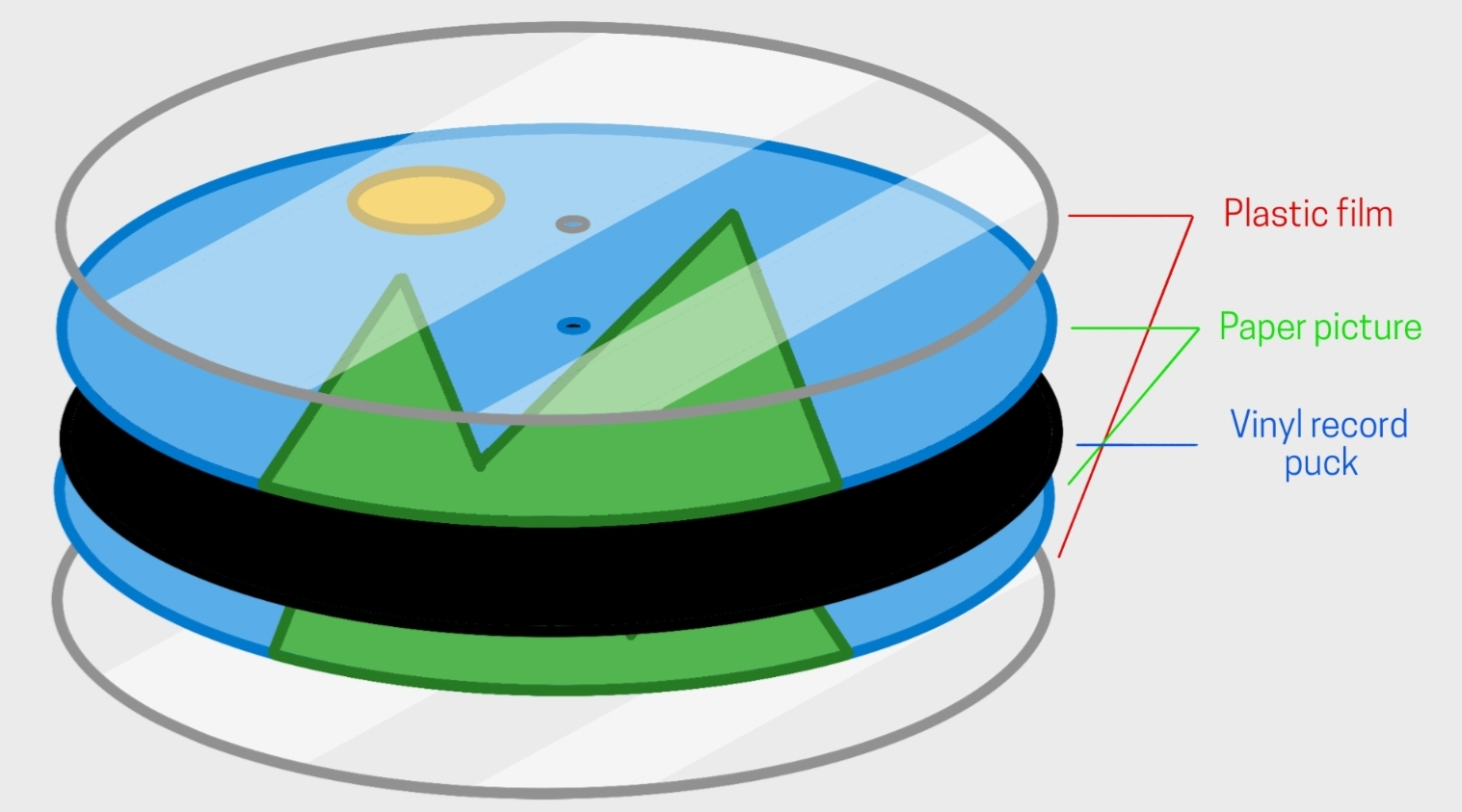
На этом рисунке показан процесс создания иллюстрированной грампластинки. Круглый винилитовый диск зажимается между двумя бумажными листами с напечатанными изображениями и двумя кусками тонкого пластика. Затем все эти компоненты прессуются, в результате чего получается готовый продукт

Иллюстрированные пластинки вновь вернулись в массовый обиход в 1946 году, после Великой депрессии и Второй мировой войны, когда компания Тома Саффарди Sav-Way Industries начала выпускать их на лейбле Vogue Records. По своему качеству пластинки были похожи на улучшенную серию RCA Victor 1933 года, за исключением того, что их основным материалом был алюминий, а не шеллак. Пластинки Victor были проиллюстрированы в стиле высокого ар-деко, часто в сдержанных, но элегантных черно-белых тонах. На них фигурировали изображения, выполненные в стилях, типичных для коммерческой иллюстрации 1940-х годов и пин-ап-арта, с сюжетом различного характера — некоторые драматические, некоторые юмористические, некоторые очень мультяшные. По современным стандарта качество звука было превосходным, в записи участвовали талантливые артисты, однако, Vogue мешало отсутствие каких-либо громких «хитовых» имен. Наиболее знаменитые певцы и музыканты обычно заключали эксклюзивные контракты с такими компаниями, как Mercury Records, для которых Sav-Way выпускала специальные, рекламные иллюстрированные пластинки с тихим звуком, которые Mercury распространяла только среди диджеев. Пластинки Vogue продавались по цене 1,05 доллара США, что было примерно на пятьдесят процентов дороже, чем обычные десятидюймовые пластинки с 78 оборотами в минуту. Новизна иллюстрированных пластинок поначалу вызывала интерес и способствовала росту продаж, но успех оказался мимолётным. Vogue прекратила существование в 1947 году после того, как было выпущено менее 100 каталогов с логотипом компании.
Более коммерчески успешными и долговечными были иллюстрированные пластинки с детскими произведениями, выпускавшиеся Американской гильдией звукозаписывающих компаний с конца 1940-х по 1950-е годы. Их самые популярные и известные серии напоминали Vogue records своим общим художественным стилем и использованием высококачественных материалов, но они составляли всего 7 дюймов в диаметре и не имели армирующей пластины — в виду чего продавались по
гораздо более низкой цене. Другие компании, такие как Voco, также выпускали иллюстрированные диски с музыкальными произведениями для детей.
Продукция Red Raven Movie Records, выпущенная в 1956 году, представляла собой очень необычный тип детских иллюстрированных пластинок. На их внешней стороне была изображена последовательность из шестнадцати переплетенных
анимационных кадров, расположенных по центру. Пластинки воспроизводились со скоростью 78 оборотов в минуту на поворотном столе с коротким шпинделем, на котором размещалось маленькое шестнадцатизеркальное устройство — разновидность праксиноскопа. Во время воспроизведения слушатель видел бесконечно повторяющуюся высококачественную анимированную мультяшную сцену, соответствующую песне. Только самая ранняя продукция Red Raven, изготовленная из мелованного картона, но усиленная металлическим ободом и втулкой с отверстием для шпинделя, была настоящими иллюстрированными пластинками. Более распространенные, поздние серии представляли собой «пластинки с наклеенным изображением», они были сделаны из непрозрачного, полупрозрачного или прозрачного пластика, с звуковой дорожкой окружающей большую иллюстрацию с анимационной графикой. В 1960-х годах в некоторых других странах появились аналоги, силами различных местных торговых марок — Teddy во Франции и Нидерландах, Mamil Moviton в Италии и др.
Иллюстрированные пластинки крупного формата, наподобие Victor и Vogue, очень редко выпускались в США в период между упадком Vogue в 1947 году и концом 1960-х годов, но за эти годы в Европе и Японии было выпущено несколько серий
иллюстрированных пластинок, например продукция французской фирмы Saturnes.

### 1970-е — настоящее время
Новое поколение иллюстрированного винила появилось в 1970-х. Первая продукция такого типа (serious pictures) с приемлемым, но все ещё низким качеством звука была разработана компанией Metronome Records GmbH, дочерним предприятием Elektra Records. Новый тип иллюстрированных пластинок был изготовлен путем пятислойного ламинирования, состоящего из сердцевины из чёрного винила с бумажными наклейками, высушенными в печи, с обеих сторон, а затем внешней оболочки из прозрачной виниловой пленки производства 3M. При изготовлении один слой прозрачной пленки сначала помещали на станину пресса поверх штамповочного устройства, затем поверх него помещали «шайбу» горячего чёрного винила из экструдера. Наконец, добавлялся верхний иллюстрации и виниловой пленки (удерживаемый втягивающим штифтом в верхнем профиле, обычно используемом для удержания бумажной наклейки), и всё спрессовывалось. Процесс
затрудняла плохая текучестью винила, вызванная текстурой бумаги и воздухом, выделяющимся из бумаги (если он не был удалён в процессе сушки в печи).
Первая «современная» иллюстрированная пластинка была представлена в виде коллекции материала популярных рок-исполнителей тех лет, таких как MC5 и The Doors. Она была выпущен в 1969 году немецким лейблом Metronome и называлась Psychedelic Underground — Off 2, Hallucinations. Вторым релизом стал дебютный альбом британской прогрессив-рок-группы Curved Air Airconditioning, выпущенный в Великобритании в 1970 году. Одна из первых иллюстрированных пластинок, выпущенных в США в коммерческих масштабах — To Elvis: Love Still Burning, сборник из 11 песен посвященных Элвису Пресли, её релиз состоялся в мае 1978 года. На обеих сторонах альбома (Fotoplay FSP-1001) изображен Пресли.
Первоначально иллюстрированные пластинки выпускались в США в небольших количествах, в рекламных целях — для дальнейшего продвижения диджеями на радиостанциях, однако к концу 1970-х они начали выпускаться в коммерческих
масштабах. В 1980-х годах было выпущено множество иллюстрированных пластинок, однако к концу десятилетия интерес к ним снизился, из-за роста популярности новых аудиоформатов, таких как аудиокассеты и компакт-диски.

## Типы иллюстрированных пластинок
На неторных иллюстрированных пластинках изображения использовались для создания оптической иллюзии во время вращения пластинки на проигрывателе (как на стороне «Б» в Airconditioning группы Curved Air), в то время как на других
визуальный эффект использовался для визуализирования музыки — например, на пластинке Fischer-Z The Worker (1979) изображён поезд, который движется во время её воспроизведения, тем самым усиливая посыл песни. При создании более поздних иллюстрированных пластинок использовались такие материалы, как специальная световая жидкость (помещаемая между винилом), плёнка с эффектом 3D Rowlux, пленка с дифракционной радугой, металлические чешуйки, чувствительные к давлению жидкие кристаллы, которые меняли цвет когда пластинку вынимали из проигрывателя, а также голография. На пластинки с интервью также часто помещаются изображения.